# 奇瑞ACTECO引擎
ACTECO是中國汽車製造商奇瑞汽車的引擎系列。引擎大小有由800cc到4000cc不等，主要是直列四缸引擎和V8引擎，由李斯特研發。其年產近40萬台。
在2006年11月，意大利汽車製造商快意宣布使用奇瑞生產的1.6L及1.8L引擎在快意Linea上
美國農用車品牌約翰迪爾亦將奇瑞引擎使用在XUV Gator 型號850i & 590i（兩氣缸, EFI DOHC）
奇瑞的子部門奇瑞動力總成部於1997年成立，主要提供奇瑞汽車系列中的動力總成。

## 來源
1. ↑  .   [2020-10-06]. （原始内容存档于2020-03-30）.
2. ↑  .   [2020-03-30]. （原始内容存档于2020-03-30）.
3. ↑  .   [2020-03-30]. （原始内容存档于2009-06-16）.